# Кодама, Ёсио

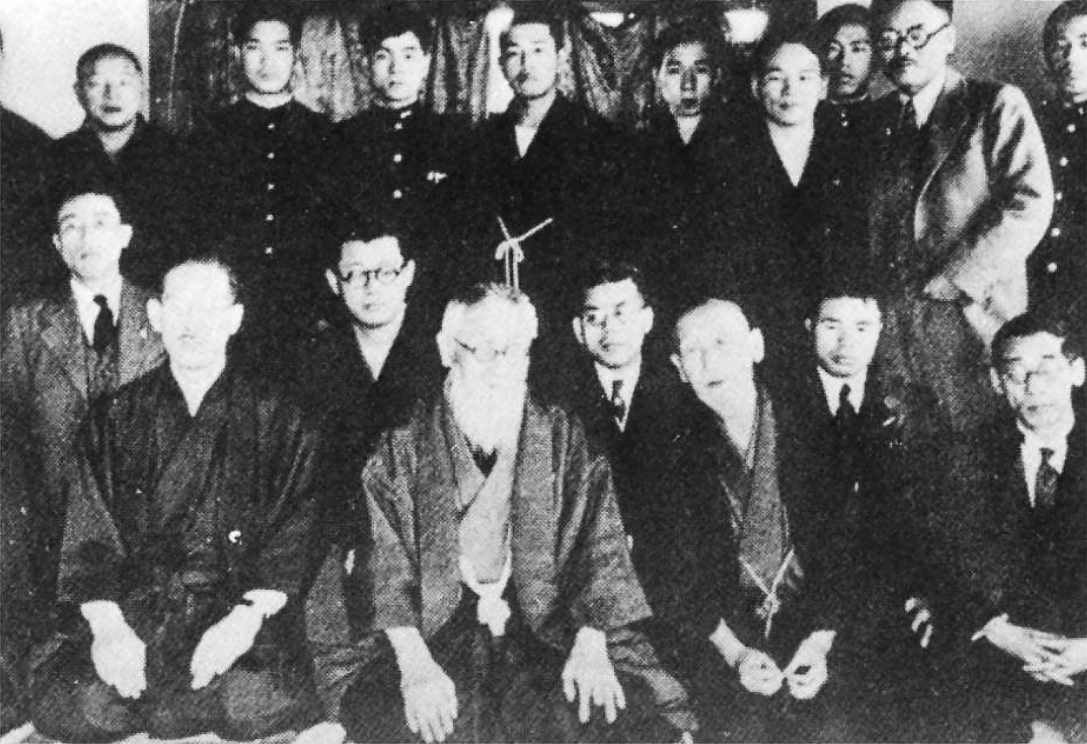
Ёсио Кодама (второй справа в первом ряду).

Ёсио Кодама (яп. 児玉 誉士夫, 18 февраля 1911 — 17 января 1984) — известный криминальный деятель времён расцвета организованной преступности в Японии. Самый известный куромаки, или закулисный «серый кардинал», XX столетия, он был активен на политической арене Японии и в преступном мире с 1950-х до начала 1970-х годов.
Родился в японском городе Нихоммацу. В юности Кодама жил с родственниками в оккупированной японцами Корее и в течение этого времени сформировал ультранационалистическую группу с намерением убить различных японских политических деятелей. Он был пойман и приговорён к тюремному сроку на три с половиной года.
После его освобождения японское правительство наняло Кодаму, чтобы помочь наладить поставки для японской военной экономики из континентальной Азии в Японию. Он достиг этого через сеть помощников, которую он создал в течение того времени, пока работал в Корее в молодости. Кодама был вовлечён в торговлю наркотиками в это время, перевозя опиаты в Японию наряду с поставками, за которые ему платило правительство, занимаясь, таким образом, контрабандой. Он сформировал обширную сеть помощников и заработал состояние — более чем 175 миллионов долларов США, — которое делало его одним из самых богатых людей в Азии в то время.
После окончания Второй мировой войны Кодама был арестован Соединёнными Штатами как военный преступник. Он сидел в тюрьме Сугамо с Рёити Сасакавой, где эти двое стали друзьями на долгие годы. Находясь в заключении, он написал свой «Дневник Сугамо» (хроника его жизни в тюрьме) и «Я был побеждён» (автобиографическая работа).
Американское разведывательное ведомство позже обеспечило его освобождение в обмен на его помощь в борьбе с коммунизмом в Азии. Кодама, будучи правым ультранационалистом, активно приступил к своим новым обязанностям, используя своё состояние и сеть контактов, чтобы подавить трудовые споры, уничтожать сочувствующих коммунизму и иными способами бороться с социалистическими веяниями в Японии. В 1949 году ЦРУ заплатило ему, чтобы провезти контрабандой партию вольфрама из Китая. Груз так и не прибыл, но Кодама получил свои деньги.
Кодама использовал свою власть в якудза, чтобы подавлять что-либо, что он считал даже минимальным проявлением коммунизма или антинационализма. В 1947 он приказал, чтобы Мэйраки-гуми, связанная с ним банда, подавила рабочее движение на угольной шахте Хокутан. Он также предложил свою поддержку антикоммунистической правой Либерально-демократической партии. Тесно сотрудничал с ультраправой организацией Сатоси Акао.
Во время этого периода Кодама использовал свои связи в преступном мире, чтобы помочь объединить различные банды, которые очень распространились в стране в годы сразу после Второй мировой войны. Недолго существовавший Канто-кай, преступная организация, был самым видным примером этих усилий. Он также посредничал в перемирии между Ямагути-гуми и Тосэй-кай, возглавляемой его коллегой Хисаюки Матии.
Кодама был также вовлечён во многие скандалы послевоенной эры, во многие из которых были также вовлечены фирмы Соединённых Штатов и ЦРУ. Самым известным из них был Локхидский скандал в 1970-х годах, которым был крупно «отмечен» конец его карьеры. После этого события разочарованный ультранационалист Мицуясу Маэно попытался убить Кодаму, атаковав его дом в Токио на самолёте, став камикадзе, но эта попытка не удалась.
Кодама умер во сне от инсульта 17 января 1984 года.